# Élections législatives de 1876 dans l'Eure
Les élections législatives de 1876 ont eu lieu les 20 février et 5 mars 1876

## Résultats à l'échelle du département
| Partis         | Partis                         | Premier tour | Premier tour | Deuxième tour | Deuxième tour | Sièges |
| Partis         | Partis                         | Voix         | %            | Voix          | %             | Sièges |
| -------------- | ------------------------------ | ------------ | ------------ | ------------- | ------------- | ------ |
|                | Centre gauche                  | 28 316       | 32,53        |               |               | 2      |
|                | Centre droit, Constitutionnels | 22 832       | 26,23        | 1             |               |        |
|                | Bonapartistes                  | 21 453       | 24,65        | 7 666         | 50,63         | 2      |
|                | Union républicaine             | 14 240       | 16,36        | 7 476         | 49,37         | 1      |
|                |                                |              |              |               |               |        |
| Inscrits       | Inscrits                       | 110 960      | 100,00       | 18 668        | 100,00        | 6      |
| Votants        | Votants                        | 88 098       | 79,40        | 15 331        | 82,12         |        |
| Abstentions    | Abstentions                    | 22 862       | 20,60        | 3 337         | 17,88         |        |
| Blancs et nuls | Blancs et nuls                 | 1 068        | 1,21         | 189           | 1,23          |        |
| Exprimés       | Exprimés                       | 87 041       | 98,80        | 15 142        | 98,77         |        |

## Résultats par arrondissement

### Arrondissement des Andelys
| Candidats      | Candidats               | Étiquette      | Premier tour | Premier tour |
| Candidats      | Candidats               | Étiquette      | Voix         | %            |
| -------------- | ----------------------- | -------------- | ------------ | ------------ |
|                | Louis Passy             | Centre droit   | 8 122        | 58,04        |
|                | Henri Besnard de Guitry | Centre gauche  | 5 871        | 41,96        |
|                |                         |                |              |              |
| Inscrits       | Inscrits                | Inscrits       | 17 290       | 100,00       |
| Votants        | Votants                 | Votants        | 14 203       | 82,15        |
| Abstention     | Abstention              | Abstention     | 3 087        | 17,85        |
| Blancs et nuls | Blancs et nuls          | Blancs et nuls | 210          | 1,48         |
| Exprimés       | Exprimés                | Exprimés       | 13 993       | 98,52        |

### Arrondissement de Bernay
| Candidats      | Candidats                  | Étiquette                | Premier tour | Premier tour |
| Candidats      | Candidats                  | Étiquette                | Voix         | %            |
| -------------- | -------------------------- | ------------------------ | ------------ | ------------ |
|                | Eugène Janvier de La Motte | Bonapartiste             | 9 939        | 62,55        |
|                | Louis Paul Sevaistre       | Républicain conservateur | 3 763        | 23,68        |
|                | Arthur Join-Lambert        | Constitutionnel          | 2 187        | 13,76        |
|                |                            |                          |              |              |
| Inscrits       | Inscrits                   | Inscrits                 | 20 081       | 100,00       |
| Votants        | Votants                    | Votants                  | 15 994       | 79,65        |
| Abstention     | Abstention                 | Abstention               | 4 087        | 20,35        |
| Blancs et nuls | Blancs et nuls             | Blancs et nuls           | 105          | 0,66         |
| Exprimés       | Exprimés                   | Exprimés                 | 15 889       | 99,34        |

### Arrondissement  d'Évreux

#### 1recirconscription
| Candidats      | Candidats                      | Étiquette       | Premier tour | Premier tour |
| Candidats      | Candidats                      | Étiquette       | Voix         | %            |
| -------------- | ------------------------------ | --------------- | ------------ | ------------ |
|                | Jean-Louis Lepouzé             | Centre gauche   | 8 732        | 65,94        |
|                | Deschamps                      | Constitutionnel | 3 939        | 29,75        |
|                | Napoléon Suchet duc d'Albuféra | Bonapartiste    | 571          | 4,31         |
|                |                                |                 |              |              |
| Inscrits       | Inscrits                       | Inscrits        | 17 086       | 100,00       |
| Votants        | Votants                        | Votants         | 13 543       | 79,26        |
| Abstention     | Abstention                     | Abstention      | 3 543        | 20,74        |
| Blancs et nuls | Blancs et nuls                 | Blancs et nuls  | 301          | 2,22         |
| Exprimés       | Exprimés                       | Exprimés        | 13 242       | 97,78        |

#### 2ecirconscription
| Candidats      | Candidats              | Étiquette          | Premier tour | Premier tour |
| Candidats      | Candidats              | Étiquette          | Voix         | %            |
| -------------- | ---------------------- | ------------------ | ------------ | ------------ |
|                | Alexandre Papon        | Union républicaine | 7 555        | 57,82        |
|                | Pierre Roger De Barrey | Bonapartiste       | 5 512        | 42,18        |
|                |                        |                    |              |              |
| Inscrits       | Inscrits               | Inscrits           | 16 738       | 100,00       |
| Votants        | Votants                | Votants            | 13 270       | 79,28        |
| Abstention     | Abstention             | Abstention         | 3 468        | 20,72        |
| Blancs et nuls | Blancs et nuls         | Blancs et nuls     | 203          | 1,53         |
| Exprimés       | Exprimés               | Exprimés           | 13 067       | 98,47        |

### Arrondissement de Louviers
| Candidats      | Candidats           | Étiquette           | Premier tour | Premier tour | Deuxième tour | Deuxième tour |
| Candidats      | Candidats           | Étiquette           | Voix         | %            | Voix          | %             |
| -------------- | ------------------- | ------------------- | ------------ | ------------ | ------------- | ------------- |
|                | Arsène Meunier      | Républicain radical | 6 885        | 45,48        | 7 476         | 49,37         |
|                | Edgar Raoul-Duval   | Bonapartiste        | 5 431        | 35,88        | 7 666         | 50,63         |
|                | André Prétavoine    | Constitutionnel     | 2 339        | 15,45        |               |               |
|                | Hazé de Versanville | Monarchiste         | 482          | 3,18         |               |               |
|                |                     |                     |              |              |               |               |
| Inscrits       | Inscrits            | Inscrits            | 18 668       | 100,00       | 18 668        | 100,00        |
| Votants        | Votants             | Votants             | 15 187       | 81,35        | 15 331        | 82,12         |
| Abstention     | Abstention          | Abstention          | 3 481        | 18,65        | 3 337         | 17,88         |
| Blancs et nuls | Blancs et nuls      | Blancs et nuls      | 50           | 0,33         | 189           | 1,23          |
| Exprimés       | Exprimés            | Exprimés            | 15 137       | 99,67        | 15 142        | 98,77         |

### Arrondissement de Pont-Audemer
| Candidats      | Candidats               | Étiquette      | Premier tour | Premier tour |
| Candidats      | Candidats               | Étiquette      | Voix         | %            |
| -------------- | ----------------------- | -------------- | ------------ | ------------ |
|                | Charles Le Bœuf d'Osmoy | Centre gauche  | 9 950        | 63,32        |
|                | Émile Hébert            | Centre droit   | 5 763        | 36,68        |
|                |                         |                |              |              |
| Inscrits       | Inscrits                | Inscrits       | 21 097       | 100,00       |
| Votants        | Votants                 | Votants        | 15 901       | 75,37        |
| Abstention     | Abstention              | Abstention     | 5 196        | 24,63        |
| Blancs et nuls | Blancs et nuls          | Blancs et nuls | 188          | 1,18         |
| Exprimés       | Exprimés                | Exprimés       | 15 713       | 98,82        |